# Hsunycteris thomasi
Espèce
Répartition géographique
Statut de conservation UICN

 LC  : Préoccupation mineure
Hsunycteris thomasi, le Lonchophylle de Thomas, est une espèce sud-américaine de chauves-souris de la famille des Phyllostomidae.

## Description
Hsunycteris thomasi a une longueur totale comprise entre 46 et 57 mm, la longueur de l'avant-bras entre 29 et 34 mm, la longueur de la queue entre 4 et 9 mm, la longueur du pied entre 7 et 10 mm, la longueur des oreilles entre 9 et 16 mm et un poids allant jusqu'à 7 g.
La fourrure est de longueur moyenne et douce. Les parties dorsales sont brun foncé avec la base des poils gris clair ou blanche, tandis que les parties ventrales sont brunes. Le museau est long, avec la lèvre inférieure traversée par une profonde rainure longitudinale entourée de deux coussinets charnus et qui s'étend bien au-delà de la supérieure. La langue est longue, avec des papilles à l'extrémité. La feuille nasale est lancéolée, bien développée et dont la partie antérieure est reliée à la lèvre supérieure. Les oreilles sont courtes, triangulaires aux extrémités arrondies et bien séparées les unes des autres. Le tragus est petit et triangulaire. Les membranes des ailes sont brun foncé et fixées en arrière sur les chevilles. La queue est courte et dépasse avec son extrémité de la surface dorsale de la membrane interfémorale. Le calcar est plus court que le pied.
Le caryotype est 2n=30-32 FNa=34-38.

## Répartition
Hsunycteris thomasi est présente au Panama, en Colombie, au Venezuela, au Guyana, au Suriname, en Guyane, en Équateur, au Pérou, dans le nord, l'ouest et le centre du Brésil, dans le nord de la Bolivie.
Elle vit dans les forêts tropicales sempervirentes et plates jusqu'à 850 mètres d'altitude, près des rivières et des ruisseaux.

## Comportement

### Habitation
Hsunycteris thomasi se réfugie en petits groupes dans de petites grottes et des cavités dans les arbres.

### Alimentation
Elle se nourrit de nectar, d'insectes, de fruits et de pollen.

## Classification
Le nom valide complet (avec auteur) de ce taxon est Hsunycteris thomasi (J.A.Allen, 1904).
L'espèce a été initialement classée dans le genre Lonchophylla sous le protonyme Lonchophylla thomasi J.A.Allen, 1904,.
Ce taxon porte en français le nom vernaculaire ou normalisé suivant : Lonchophylle de Thomas.
Hsunycteris thomasi a pour synonyme :
- Lonchophylla thomasi J.A.Allen, 1904

### Étymologie
Son épithète spécifique, thomasi, lui a été donnée en l'honneur de l'Anglais Oldfield Thomas (1858-1929), mammalogiste réputé.

### Publication originale
- (en) J. A. Allen, « New bats from tropical America, with note on species of Otopterus », Bulletin of the American Museum of Natural History, New York, Musée américain d'histoire naturelle, vol. 20, no 20,‎ 1904, p. 227-237 (ISSN 0003-0090 et 1937-3546, OCLC 1287364, lire en ligne).